# Reithrodontomys darienensis
Reithrodontomys darienensis är en däggdjursart som beskrevs av Pearson 1939. Reithrodontomys darienensis ingår i släktet skördemöss och familjen hamsterartade gnagare. IUCN kategoriserar arten globalt som livskraftig. Inga underarter finns listade i Catalogue of Life.
Arten lever i östra Panama och kanske i angränsande områden av Colombia. Den vistas i låglandet och i låga bergstrakter upp till 900 meter över havet. Habitatet utgörs av städsegröna skogar och av öppna landskap nära skogar, inklusive trädgårdar. Reithrodontomys darienensis klättrar främst i växtligheten. Honor som var dräktiga med 4 ungar upphittades.
Arten blir 64 till 85 mm lång (huvud och bål), har en 90 till 116 mm lång svans och väger cirka 10 g. Bakfötterna är 16 till 20 mm långa och öronen är 12 till 16 mm stora. Djuret har rödbrun päls på ovansidan som blir mer orange mot kroppssidorna. På undersidan förekommer vit päls. Huvudet kännetecknas av en mörk ring kring ögonen samt av långa och tjocka morrhår. Djuret har bruna hår på bakfötternas ovansida och vita tår. Den långa svansen är mörk.
Reithrodontomys darienensis har troligen samma markanta skrik under skymningen som andra skördemus.